# ゲルトラー数
ゲルトラー数（ゲルトラーすう）とは、流体力学で使われる無次元数の一つ。以下の公式で求められる。
{\displaystyle G={\frac {U\delta }{\nu }}{\sqrt {\frac {\delta }{R}}}}
ただし、G はゲルトラー数、U は主流、ν は水の動粘性率、δ は剪断層の厚さ、R は流体が通る管の半径を表す。ゲルトラー数が一次のオーダーの臨界値を上回ると渦が発生する。